# 立誓願文
立誓願文（りゅうせいがんもん）は、中国の天台宗で第二祖とされる南嶽慧思が、自身の発心のさまを記した誓願文である。

## 内容
正法500年・像法1000年を経過し、末法の第82年に相当する北魏の延昌4年（515年）に生まれ、自身の煩悩と周囲の妨害にも負けずに勇猛果敢に仏道精進に励んだことを述べる。末法の衆生を済度するため、先に自身の荘厳に専念し、更に自利利他の菩薩行に邁進しようとした。
悪比丘たちは毒薬を盛って慧思を迫害したが、災い転じてそれがため菩提心はますます堅固になった。ゆえに、その悪比丘及び一切の衆生のために、光州の斉光寺において、金字の『大品般若経』と『妙法蓮華経』とを造り、それらを七宝製の宝函に奉納して、その功徳によって一切の衆生が済度されることを願うものである。
また、『無量寿経』中に著される、法蔵菩薩の四十八願を連想させる「妙覚を取らじ」で結ばれる二十五の誓願が、韻文と散文とで記され、そこでは、この誓願が達成され、弥勒如来の下生にあわせ、金字の二経と共に慧思が再生を果たした時には、「南無慧思」と称されんことを、と記している。
また、「為護法故 求長寿命 不願生天及余趣 願諸賢聖佐助我 得好芝草及神丹 療治衆病除饑渇 常得経行修諸禅 願得深山寂静処 足神丹薬修此願 藉外丹力修内丹」（仏法を守るために長寿命を求めるのであって、天やその他の趣に生まれるのを願うのではない、願わくは多くの賢人や聖人がわたしを助けて下さり、よき芝草や神丹を得、もろもろの病を治し飢え渇きを除き、つねに経行してもろもろの禅を修するを得んことを、願わくは深山に閑静な処を得、神丹の材料を調えてこの願いを修め、外丹の力により内丹を修さんことを）と記されている。ここでの内丹の意味は明らかでないが、この条は内丹・外丹の別を立てた早期の例として道教研究者に引き合いに出されている（詳細は錬丹術と内丹術を参照）。